# Momodou Camara
Momodou Camara ist ein gambischer Politiker.

## Leben
| Parlamentswahl | Stimmen | Stimmanteil |
| -------------- | ------- | ----------- |
| 2017           | 4.343   | 76,46 %     |

Momodou Camara trat bei der Wahl zum Parlament 2017 als Kandidat der Alliance for Patriotic Reorientation and Construction (APRC) im Wahlkreis Foni Bintang in der West Coast Administrative Region an. Mit 76,46 % konnte er den Wahlkreis vor Assan Jorbateh (UDP) für sich gewinnen.
Bei den Parlamentswahlen 2022 erhielt Camara 1174 Stimmen (16,69 %) im Wahlkreis Foni Bintang und verlor sein Mandat an den parteilosen Kandidaten Bakary K. Badjie (* 1989), der 4333 Stimmen (61,59 %) für sich gewinnen konnte.